# The Successor
The Successor (Originaltitel Le Successeur) ist ein Psychothriller von Xavier Legrand. Der Film basiert auf dem Roman L'Ascendant von Alexandre Postel, feierte im September 2023 beim San Sebastián International Film Festival seine Premiere und kam im Februar 2024 in die französischen und belgischen Kinos.

## Handlung
Nach dem Tod des Gründers des Modehauses Orsino soll der in Paris lebende Modedesigner Ellias Barnès dessen Platz als Kreativdirektor in dem Unternehmen einnehmen. Er war für ihn eine Vaterfigur, während er sich mehr als zehn Jahre lang so gut wie möglich von seinem leiblichen Vater Jean-Jacques zu distanzieren versuchte, der in Kanada lebt. Kaum wurde der Modehausgründer beerdigt, erreicht Ellias die Nachricht vom Tode Jean-Jacques'. Da es niemanden sonst gibt, der sich um seinen Nachlass kümmern könnte, nimmt er sich ein paar Tage Urlaub und kehrt nach Montreal zurück.

## Produktion
Der Film basiert auf dem Roman L'Ascendant von Alexandre Postel. Der Franzose lässt in dem Buch einen jungen Mann einem Psychiater erzählen, wie er sich in den fünf Tagen nach dem Tod seines Vaters völlig veränderte. In dem Roman ist er Mobiltelefonverkäufer.

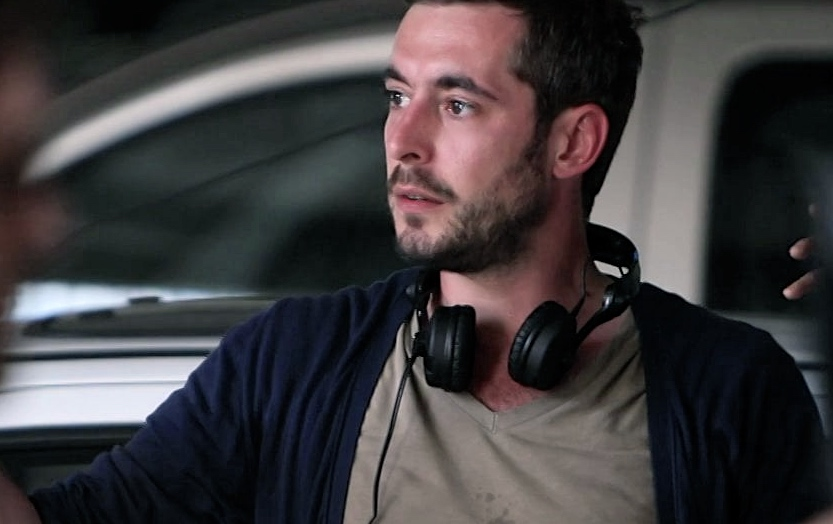
Regisseur Xavier Legrand

Regie führte Xavier Legrand, der auch das Drehbuch schrieb. Der Franzose war zunächst als Theaterschauspieler tätig, trat dann aber gelegentlich auch als Film- und Fernsehschauspieler auf, bevor er mit dem Filmemachen anfing. Bei Le Successeur handelt es sich nach Nach dem Urteil von 2017 um Legrands zweiten Spielfilm.
Der Kanadier Marc-André Grondin spielt in der Hauptrolle Ellias Barnès. Yves Jacques spielt einen Nachbarn seines verstorbenen Vaters. In weiteren Rollen sind Laëtitia Isambert, Anne-Elisabeth Bossé, Blandine Bury, Vincent Leclerc und Louis Champagne zu sehen.
Die Dreharbeiten fanden von Februar bis April 2023 in Paris und Montréal statt. Als Kamerafrau fungierte Nathalie Durand, mit der Legrand schon für Nach dem Urteil zusammenarbeitete.
Auch Filmeditor Yorgos Lamprinos arbeitete mit Legrand bereits für Nach dem Urteil zusammen und war für seine Arbeit für The Father 2021 für einen Oscar nominiert.
Die Filmmusik komponierte der französische Electro-Musiker SebastiAn aka Sebastian Akchoté.
Die Premiere von Le Successeur erfolgte am 27. September 2023 beim San Sebastián International Film Festival. Der Kinostart in Frankreich und in Belgien erfolgte am 21. Februar 2024. Im März 2024 wurde der Film beim Vilnius International Film Festival vorgestellt. Anfang Juli 2024 wurde The Successor beim Filmfest München vorgestellt. Ebenfalls im Juli 2024 wird The Successor beim Bucheon International Fantastic Film Festival gezeigt.

## Rezeption

### Kritiken
Alfonso Rivera schreibt in seiner Kritik im Online-Filmmagazin Cineuropa, schon in seinem Spielfilmdebüt Nach dem Urteil  habe Xavier Legrand eine düstere familiäre Toxizität porträtiert, verkörpert durch den gewalttätigen und besitzergreifenden Vater, und gehe in seinem neuen Film noch weiter, wenn er den Protagonisten vom Höhepunkt seiner Karriere bis zu den Abgründen der grausamsten Entmenschlichung, die man sich vorstellen kann, begleitet.

### Auszeichnungen
San Sebastian International Film Festival 2023
- Nominierung im Hauptwettbewerb[12]

Les Arcs Film Festival 2023
- Nominierung für den Crystal Arrow im Hauptwettbewerb
- Auszeichnung für die Beste Kamera (Nathalie Durand)
- Auszeichnung mit dem Publikumspreis[13][14]